# 牛东文
牛东文（1995年5月3日—），前儿童演员，因出演电视剧《快乐星球2》中的男主角“艾克”而知名。

## 作品

### 電視劇
| 年度 | 剧名               | 角色 |
| 2006 | 快乐星球2          | 艾克 |
| 2007 | 快乐星球之逃出星球 | 艾克 |

## 影視作品

### 電影
| 年份   | 片名               | 角色 |
| 2016年 | 快乐星球之三十六号 | 艾克 |

### 綜藝節目
| 年度          | 電視台     | 剧名                             | 角色   | 备注                         |
| 2009年1月25日 | 中央电视台 | 2009年中国中央电视台春节联欢晚会 | 表演者 | 少儿朗诵节目《地震中的孩子》 |

## 争议
2017年10月，SNH48前成员王璐在微博上指控牛东文与其恋爱期间出轨、家暴和虐猫。在10月13日王璐再次于微博曝光其家庭住址后，牛东文在微博称将以法律手段维权。